# زدنیک دیته
زدِنیِک دیته (چکی: Zdeněk Dítě؛ ۱۹ نوامبر ۱۹۲۰ – ۱۱ دسامبر ۲۰۰۱) بازیگر سینمای چکسلواکی بود. او بین سال‌های ۱۹۴۵ تا ۱۹۹۱ در بیش از ۷۰ فیلم و برنامه تلویزیونی ظاهر شد.
از فیلم‌ها یا برنامه‌های تلویزیونی که وی در آن نقش داشته‌است می‌توان به آدلا هنوز شام نخورده، رؤیاهای ممنوعه، و حلقه ازدواج اشاره کرد.